# Mario Neumann (Fußballspieler)
Mario Neumann (* 15. Dezember 1966 in Stollberg/Erzgeb., DDR) ist ein ehemaliger deutscher Fußballtorhüter und heutiger -trainer.

## Karriere als Spieler
Neumann spielte ab 1988 bis 1993 für den FSV Zwickau in der DDR-Oberliga, DDR-Liga und in der NOFV-Oberliga Staffel Süd. Ab 1993 spielte er für den FC Carl Zeiss Jena die bis auf die Saison 94/95 in der 2. Bundesliga spielten. Anschließend wechselte er zum BV Cloppenburg, wo er bis 2002 54 Mal auf dem Feld stand. Danach beendete er zunächst die Karriere, bis er am 33. Spieltag der Saison 2003/04 gegen Eintracht Braunschweig II noch einmal spielte.
In den Saisons 11/12 und 12/13 stand er jeweils in den ersten Saisonhälften für insgesamt 12 Spiele im Kader kam aber nicht zum Einsatz.

## Karriere als Trainer

### Anfänge
Neumann war zunächst Torwarttrainer beim BV Cloppenburg. Im März 2008 wurde er Cheftrainer bei Hansa Friesoythe, bis er den Verein im Januar 2009 auf eigenen Wunsch verließ. Danach wurde er Co-Trainer beim BV Cloppenburg; diese Funktion hatte er bis Juni 2015 inne.

### SV Meppen
Zur Saison 2015/16 wurde Neumann Co-Trainer von Christian Neidhart beim Regionalligisten SV Meppen. Er folgte auf Jouke Faber, der zu Ittihad FC wechselte. Zudem übernahm Neumann teilweise das Torwarttraining der Regionalligamannschaft, da der Torwarttrainer Richard Moes neben seiner Tätigkeit beim niederländischen Verein SC Erica und später FC Emmen nur in Teilzeit beschäftigt war, sowie der Nachwuchstorhüter im Jugendleistungszentrum Emsland.
In der Saison 2016/17 wurde der SV Meppen unter Neidhart und Neumann Meister der Regionalliga Nord und schaffte in den Aufstiegsspielen gegen den Südwest-Meister SV Waldhof Mannheim den Aufstieg in die 3. Liga. In den Spielzeiten 2017/18, 2018/19 und 2019/20 gelang jeweils der Klassenerhalt. Ab Januar 2020 stellte der Verein mit André Poggenborg einen hauptamtlichen Torwarttrainer für die Drittligamannschaft ein.
Zur Saison 2020/21 wechselte Neidhart in die Regionalliga West zu Rot-Weiss Essen, woraufhin Torsten Frings neuer Cheftrainer des SV Meppen wurde. Dieser brachte mit Björn Müller einen weiteren Co-Trainer mit, mit dem er schon beim SV Darmstadt 98 zusammengearbeitet hatte. Mitte April 2021 trennte sich der Verein von Frings und Müller, als die Mannschaft nach dem 31. Spieltag nur 3 Punkte vor einem Abstiegsplatz stand. Neumann übernahm die Mannschaft daraufhin für eine Partie als Interimstrainer. Nach einem torlosen Remis gegen den FC Ingolstadt 04 am 32. Spieltag wurde Rico Schmitt als neuer Trainer verpflichtet und Neumann kehrte auf die Position des Assistenten zurück.
Der Vertrag wurde mit Ende der Saison 21/22 nicht verlängert.

## Erfolge
- Meister der Regionalliga Nord: 2017 (als Co-Trainer)
- Aufstieg in die 3. Liga: 2017 (als Co-Trainer)